# Hannele Tonna
Hannele Tonna (geborene Valkonen; * 3. Januar 1978) ist eine finnische Ski-Orientierungsläuferin.
Bei ihrer ersten Weltmeisterschaft 2004 in Schweden wurde Valkonen hinter Stine Hjermstad Kirkevik aus Norwegen Zweite auf der Langdistanz. Mit ihren Landsfrauen Erja Jokinen und Liisa Anttila gewann sie den Staffelwettbewerb. 2005 folgte eine Bronzemedaille in der Staffel und 2007 in Russland wurde sie erneut, diesmal hinter der Russin Tatjana Wlassowa, Zweite auf der Langdistanz, außerdem Zweite mit der finnischen Staffel. Mit der Staffel siegte sie bei der Europameisterschaft im darauffolgenden Jahr. Bei der Weltmeisterschaft 2009 gewann sie den Sprintwettbewerb, 2011 wurde Tonna mit der Frauenstaffel Dritte. Bei der Europameisterschaft 2012 gewann sie den Lauf über die mittlere Distanz.
Tonna startet für den Verein Hankasalmen Hanka aus Mittelfinnland, bei dem sie von ihrem Vater Paavo Valkonen trainiert wird. Verheiratet ist sie mit dem norwegischen Ski-Orientierungsläufer Eivind Tonna. Für den Verein Asikkalan Raikas startet sie auch im Sommer-Orientierungslauf. 2007 gewann sie mit der Vereinsstaffel die Venlojen viesti.

## Platzierungen
Weltmeisterschaften:
- 2004: 8. Platz Sprint, Mittel dsq, 2. Platz Lang, 1. Platz Staffel
- 2005: 7. Platz Sprint, 13. Platz Lang, 3. Platz Staffel
- 2007: 6. Platz Sprint, 10. Platz Mittel, 2. Platz Lang, 2. Platz Staffel
- 2009: 1. Platz Sprint, 5. Platz Mittel, 20. Platz Lang, 4. Platz Staffel
- 2011: 11. Platz Sprint, 6. Platz Mittel, 3. Platz Staffel

Europameisterschaften:
- 2003: Sprint ?, Mittel ?, 5. Platz Lang
- 2006: 6. Platz Sprint, 5. Platz Mittel, 3. Platz Lang
- 2008: 4. Platz Sprint, 13. Platz Mittel, 7. Platz Lang, 1. Platz Staffel
- 2011: 4. Platz Sprint, 4. Platz Staffel
- 2012: 3. Platz Sprint, 1. Platz Mittel, Lang n. b., 6. Platz Mixed-Staffel

Gesamt-Weltcup:
- 2001: 30. Platz
- 2003: 6. Platz
- 2006: 4. Platz
- 2008: 5. Platz

Junioren-Weltmeisterschaften:
- 1996: 18. Platz Kurz, 7. Platz Lang, 3. Platz Staffel
- 1998: 3. Platz Kurz, 8. Platz Lang, 1. Platz Staffel